# Hétvégi hajsza
A Hétvégi hajsza (eredeti cím: Weekend in Taipei) 2024-es francia–tajvani akcióthriller, amelyet George Huang és Luc Besson forgatókönyvéből Huang rendezett. A főbb szerepekben Luke Evans, Gwei Lun-mei és Sung Kang látható.
A film világpremierje 2024. szeptember 1-jén volt a tajvani Vieshow Cinemas Xinyi moziban. 2024. szeptember 25-én Franciaországban és Tajvanon is bemutatták. Magyarországon december 5-én jelent meg az ADS Service forgalmazásában. Általánosságban vegyes véleményeket kapott a kritikusoktól, akik dicsérték az akciójeleneteket és az alakításokat, de kritizálták a forgatókönyvet és a karakterfejlődést.

## Cselekmény
John Lawlor DEA ügynök beépül egy minneapolisi kínai étterembe cukrászséfként, hogy bizonyítékot gyűjtsön egy milliárdos, Kwang nevű, tenger gyümölcsei-kereskedőnek álcázott drogcsempész ellen. Fél évnyi munkája azonban kárba vész, amikor kollégája hibát követ el, és felfedi kilétét. Nem sokkal később egy névtelen informátortól kap e-mailt Tajpejből, aki azt állítja, hogy birtokában van a Kwang Enterprises könyvelése. John jelenti az esetet a felettesének, ám az álhírnek minősíti az információt, és elutasítja John kérését, hogy utánajárhasson. Sőt, kényszerszabadságra küldi a hétvégére, hogy távol tartsa az ügytől. John azonban nem hagyja annyiban, és egy hamis személyazonosságot használva Tajpejbe utazik.
Közben Tajpejben Kwang felfedezi, hogy fogadott fia, Raymond a tégla, aki ellopta a könyvelést. Raymond, aki nem tud Kwang drogbizniszéről, azt hiszi, hogy a dokumentumok a Kwang Enterprises által végzett delfinmészárlásokat tartalmazzák, és az apja környezetszennyező tevékenységét akarja leleplezni. Joey, Kwang felesége, akit 15 évvel ezelőtt kényszerítettek a házasságba védelemért cserébe, könyörög a fiáért. Raymond azonban elárulja, hogy a könyvelést már egy barátjára bízta, aki azt éppen egy John nevű DEA-ügynöknek viszi a tajpeji Marriott hotelbe. Kwang embereit küldi a dokumentum visszaszerzésére, de amikor megpróbálja kivégezni Raymondot, Joey és Raymond leüti őt, majd elmenekülnek a hotel felé, hogy figyelmeztessék a DEA-ügynököket. Mivel Raymond szándékosan rossz szobaszámot adott meg Kwangnak, ő és Joey előbb érik el Johnt. Ekkor kiderül, hogy Joey és John ismerik egymást. Mielőtt Joey elmagyarázhatná a helyzetet, Kwang emberei megérkeznek, és tűzharc alakul ki a két fél között. John társai mind meghalnak, a könyvelés Kwang embereihez kerül, ám Johnnak sikerül elmenekülnie Joey-val és Raymonddal.
Miután sikeresen elkerülik Kwang embereit és a rendőrséget, Joey elviszi Johnt és Raymondot abba a halászfaluba, ahol felnőtt, és a nagymamája házában keresnek menedéket. Ott felfedi a döbbenetes igazságot: John valójában Raymond apja. Mindketten megdöbbennek, és John kérdőre vonja Joey-t. Kiderül, hogy 15 évvel ezelőtt, amikor John drogcsempésznek adta ki magát egy beépített akció során, találkozott Joey-val, beleszeretett, és végül segített neki megszökni, miután felfedte előtte valódi kilétét. Joey bevallja, hogy akkor már terhes volt, de nem volt lehetősége elmondani Johnnak, mielőtt elszakadtak egymástól, és összetört a szíve, amikor rájött, hogy a férfi végig hazudott neki. John őszintén bocsánatot kér, és megígéri, hogy soha többé nem hagyja el sem őt, sem Raymondot. Ez végül kibékíti őket. Közben Raymond rájön, hogy Kwang íróasztalán egy orrszarvú miniatűr valójában egy pendrive, amely a könyvelés digitális másolatát tartalmazza. Annak ellenére, hogy szülei tiltakoznak, titokban visszalopakodik Kwang házába, hogy ellopja az eszközt, ám Kwang rajtakapja és elfogja. Kwang túszul ejti Raymondot, majd felhívja Joey-t és Johnt, hogy tárgyaljanak. John felajánlja, hogy kicserélik magukat Raymondért, és a két fél megegyezik, hogy Ximendingben találkoznak. Azonban Kwang megszegi ígéretét, nem engedi szabadon Raymondot, sőt, Joey-t is elrabolja. Éppen mielőtt emberei kivégeznék Johnt, ő kijátssza őket, és sorra leszámol Kwang embereivel. Ezután a szűk sikátorokon keresztül üldözőbe veszi Kwang autóját, végül kirúgja őt a járműből, és üldözésük gyalog folytatódik. A hajsza egy színházban ér véget, ahol John végül legyőzi Kwangot, és a helyszínre érkező rendőrök letartóztatják a bűnözőt.  
Joey-val és Raymonddal újra egyesülve a család megbékél, és együtt utaznak el Párizsba, ahol Joey bejelenti, hogy ismét gyermeket vár.

## Szereplők

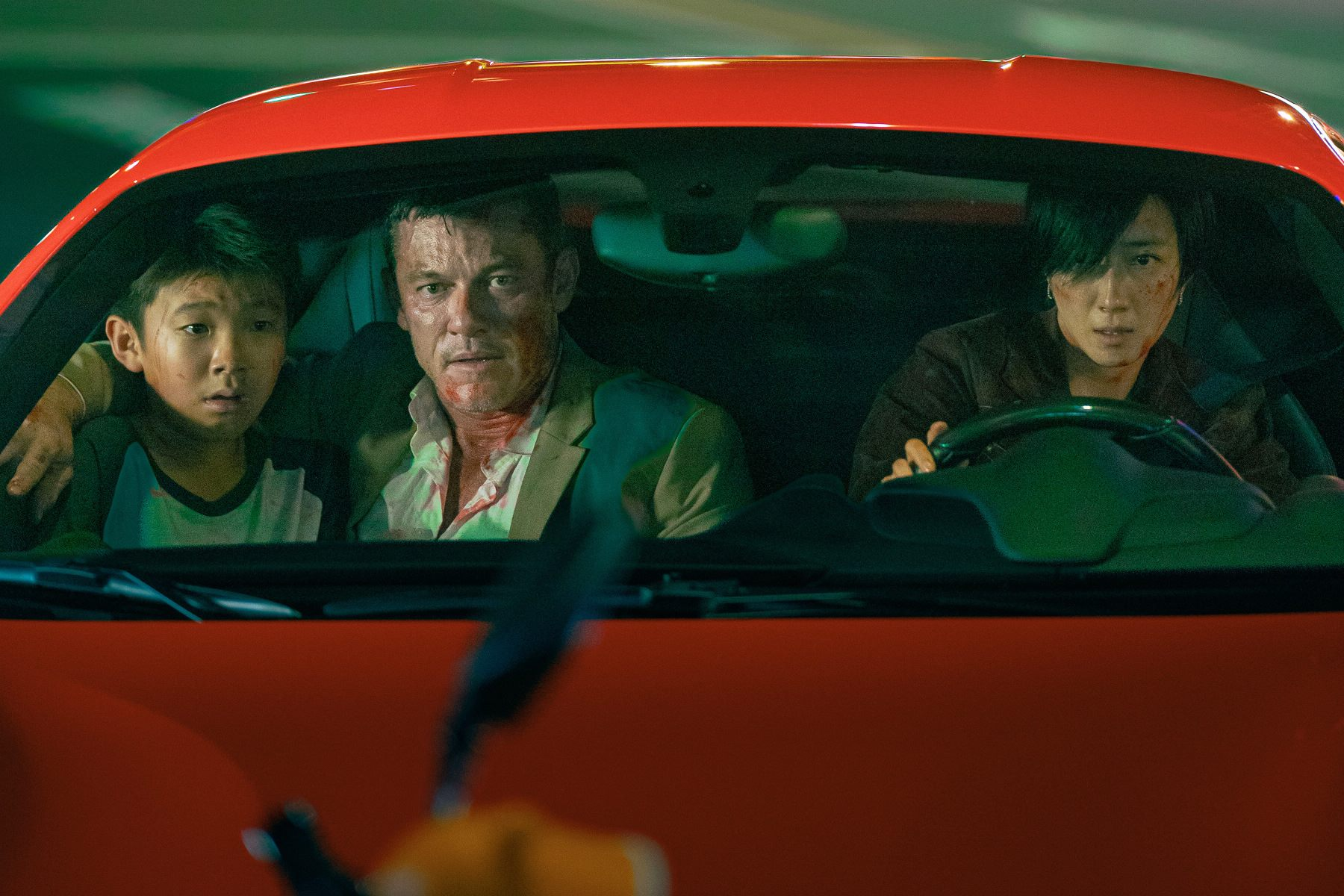
A film egyik jelenete

| Szerep                                   | Színész        | Magyar hang    |
| ---------------------------------------- | -------------- | -------------- |
| John Lawlor, amerikai DEA ügynök         | Luke Evans     | Stohl András   |
| Joey, tajpeji zsoldos sofőr              | Lun-mei Guey   | Németh Borbála |
| Kwang, a drogkartell vezetője            | Sung Kang      | Bognár Tamás   |
| Raymond, Joey és John fia                | Wyatt Yang     | Tóth Csanád    |
| Charlotte Fields, John DEA felettese     | Pernell Walker | Kocsis Mariann |
| Liu helyettes, egy tajvani rendőrnyomozó | Tuo Tsung-hua  | Katona Zoltán  |
| Po-po, Joey nagymamája                   | Lu Yi-ching    | Bessenyei Emma |
| Bolo, Kwang testőre és jobbkeze          | Patrick Lee    |                |

### Magyar változat
- Magyar szöveg: Petőcz István
- Hangmérnök és szinkronrendező: Kelemen Tamás
- Rendezőasszisztens: Fazekas Eszter
- Gyártásvezető: Molnár Melinda
- Produkciós vezető: Kovács Anita

A szinkront a Dream Voice Stúdió készítette el.

## A film készítése
2013-ban Luc Besson rendező és Virginie Besson-Silla producer Tajvanon forgatták a francia sci-fi filmet, a Lucy-t. A páros lenyűgözőnek találta a város látképét, és kijelentették, hogy egy újabb projekt kapcsán vissza fognak térni oda. 2022-ben George Huang tajvani-amerikai rendező egy Ázsiában játszódó, női zsoldos sofőrről szóló film ötletét dolgozta ki, és megkereste Luc Bessont a projekt fejlesztésében való részvételre. A film eredetileg Hongkongban játszódott volna, de finanszírozási változások miatt ez a helyszín elérhetetlenné vált. Besson ekkor azt javasolta Huangnak, hogy a történetet helyezze át Tajpejbe.
Huang, a Besson házaspár és Olivier Megaton rendező 2023 februárjában Tajpejbe utaztak helyszínkeresés céljából. A látogatás során találkoztak Tajpej polgármesterével, Chiang Wan-annal, aki bejelentette, hogy a filmet támogatni fogja a Tajpeji Városi Önkormányzat, és a Tajpeji Film Bizottság is csatlakozik a produkcióhoz. A helyszínkutatás tizennégy napig tartott, ezt követően Huang beleegyezett, hogy Tajpej legyen a film díszlete, és ennek megfelelően módosította a forgatókönyvet.  
A Weekend Escape Project munkacímmel a filmet 2023 júniusában jelentették be az EuropaCorp gyártásában, főszereplőként Luke Evans és Gwei Lun-mei közreműködésével. Ez az első produkció az EuropaCorp számára a vállalat pénzügyi átalakítása és egy négyéves szünet után. 2023 augusztusában Sung Kang koreai-amerikai színész is csatlakozott a szereplőgárdához. 2024 márciusában az észak-amerikai forgalmazási jogokat a Ketchup Entertainment szerezte meg. 2024 augusztusában megjelent a hivatalos előzetes, amelyből kiderült, hogy Patrick Lee is a szereplők között van.

## Bemutató
A Hétvégi hajsza világpremierjét 2024. szeptember 1-jén tartották a tajvani Vieshow Cinemas Xinyi moziban, majd szeptember 25-én Franciaországban és Tajvanon is bemutatták a filmet. Ezt követően november 8-án mutatták be Észak-Amerikában.

## Fogadtatás
A Rotten Tomatoes weboldalon 55%-os értékelést kapott 22 kritika alapján, az átlagos értékelése 5,8 pont a tízből.
Dennis Harvey, a Variety munkatársa a filmet „ismerős, sablonos, de szórakoztató akció-thrillerként” jellemezte, amely a szokásos akciófilmeket idézi meg energikus üldözési jelenetekkel és könnyed hangvétellel, de végül nélkülözi a mélységet és az emlékezetes hatást. Mae Abdulbaki a Screen Rant-tól „elbűvölő, jól forgatott, izgalmas és mindenekelőtt szórakoztató” filmként írta le a projektet, megjegyezve, bár a karakterekből talán hiányzik a profizmus és az élvezetesség, a „játékszereplők és az izgalmas akciójelenetek”, a „meglepetésszerű humor” üdítő és magával ragadó nézői élményt nyújtanak.
James Marsh a South China Morning Posttól 5-ből két csillagot adott a filmre, mondván, hogy Gwei Lun-mei „magával ragadó” alakítása és a rengeteg akció ellenére „többször is elakadt a felesleges háttérsztorikban és expozícióban”, és úgy vélte, „a költségvetési korlátok vagy egyszerűen a kreativitás hiánya” hozzájárult ahhoz, hogy a film nem hozta azt az esztétikát, ami Luc Besson munkáiban általában megtalálható. Christy Lemire a RogerEbert.com-tól 2,5/4 csillaggal értékelte a filmet, és úgy jellemezte, mint egy „B- kategóriás filmet egyenesen az 1990-es évekből”, „szolid” és „túlzó” akciójelenetekkel, de kritizálta a „ nevetségesen ostoba”'' párbeszédeket és a karakterfejlődés hiányát, ami végül feledhetővé tette a filmet.
Estella Huang, a Mirror Media munkatársa „hollywoodi szintű akciófilmként” írta le a filmet, amely Taipei gyönyörű városképét mutatja be, de kritizálta a gyenge történetet és a nem eléggé kidolgozott érzelmi kapcsolatokat, ami végül a romantikus és családi témák összetettségét egyszerű párbeszédekre és akciójelenetekre egyszerűsíti le. Berton Hsu a The News Lens számára írt cikkében úgy vélte, a film egy kereskedelmi célú popcornfilm, amelynek célja a globális nézettség, és megjegyezte, hogy bár lenyűgöző akciót és izgalmas hangulatot kínál, hiányzik belőle a hitelesség, emellett a szövevényes cselekmény miatt félreérthetően mutatja be Tajvan képét.